# Рамона (Калифорния)
Рамона (англ. Ramona, до 1884 года Нуэво, исп. Nuevo) — статистически обособленная местность в округе Сан-Диего (Калифорния, США) площадью около 100 км². По данным переписи населения 2010 года, население Рамоны составляло немногим более 20 тысяч человек, по оценке 2015 года — около 22 тысяч человек. Большинство населения занято в непроизводительных отраслях хозяйства (администрация, торговля, сфера услуг); в промышленном производстве, сельском хозяйстве и строительстве — около четверти трудоспособного населения.

## География
Рамона расположена в округе Сан-Диего, в южной части штата Калифорния. Статистически обособленная местность Рамона входит в состав одноименного переписного участка (англ. Census county division) округа Сан-Диего. Общая площадь Рамоны составляет 38,43 квадратных мили (99,53 км²), из которых лишь 0,02 квадратных мили приходится на водную поверхность. Максимальная высота над уровнем моря — 1427 футов (435 м). Расстояние от Рамоны до делового центра города Сан-Диего и Тихоокеанского побережья США — около 40 минут езды.
Через Рамону проходят шоссе 78 местного значения (англ. California State Route 78), ведущее из Блайта на юго-востоке штата к тихоокеанскому побережью, и шоссе 67 местного значения (англ. California State Route 67), соединяющее Рамону с Эль Кахоном на юге округа Сан-Диего. На территории Рамоны располагается аэропорт, в год обслуживающий около 155 тысяч пассажиров (третий показатель в округе Сан-Диего).
В районе Рамоны средиземноморский климат с сухим жарким летом и мягкой зимой. Температуры зимой редко опускаются ниже −2 °C, самый холодный день в году (по данным с 1999 года) — 21 декабря со средним минимумом 2 °C и средним максимумом 18 °C. Самый жаркий день — 26 августа (средний минимум 15 °C, средний максимум 32 °C). В жаркий сезон (с 22 июля по 24 сентября) вероятность осадков достигает лишь 5 %, в холодный сезон (с 28 ноября по 7 апреля) — 25 %. Господствующие ветры — западные и северо-западные.
| Показатель                    | Янв. | Фев. | Март | Апр. | Май  | Июнь | Июль | Авг. | Сен. | Окт. | Нояб. | Дек. | Год  |
| ----------------------------- | ---- | ---- | ---- | ---- | ---- | ---- | ---- | ---- | ---- | ---- | ----- | ---- | ---- |
| Средний суточный максимум, °C | 19,2 | 19,9 | 20,0 | 22,7 | 24,7 | 29,1 | 32,3 | 32,7 | 30,9 | 27,2 | 22,8  | 19,7 | 22,1 |
| Средний суточный минимум, °C  | 3,5  | 4,1  | 4,9  | 6,1  | 8,8  | 10,8 | 13,2 | 12,9 | 12,9 | 8,7  | 5,4   | 2,8  | 7,9  |
| Норма осадков, мм             | 86   | 87   | 90   | 29   | 10   | 2    | 3    | 5    | 9    | 14   | 36    | 45   | 416  |
| Источник: U.S. Climate Data   |      |      |      |      |      |      |      |      |      |      |       |      |      |

Основной тип дикой растительности — кустарниковая степь (62 % площади на расстоянии в 40 км от аэропорта Рамоны; ещё 24 % площади занимают леса).

## Население и администрация
По данным переписи населения 2010 года в Рамоне проживали 20 292 человека; по оценкам 2015 года, население Рамоны должно было вырасти за этот период примерно до 21 800 человек. По оценкам численности населения в 2016 году Рамона занимала 333-е место из 1516 населённых пунктов Калифорнии, по плотности населения — 914-е.
Медианный возраст жителей Рамоны в 2010 году составлял 36,7 года (37,7 среди женщин, 35,4 среди мужчин). 22,3 % населения составляли дети и подростки моложе 16 лет, 10,1 % — люди пенсионного возраста (65 лет и старше). 77 % всех домохозяйств Рамоны в 2010 году составляли семейные домохозяйства, в том числе 35 % — супружеские пары с детьми в возрасте до 18 лет и ещё около 10 % — отцы или матери-одиночки с детьми в возрасте до 18 лет. 16,5 % домохозяйств составляли жильцы-одиночки (мужчины или женщины). 63 % жилищного фонда представляли дома и квартиры, находящиеся в собственности жильцов, остальные 37 % приходились на съёмное жильё.
78,3 % населения в 2010 году составляли белые (в том числе 28,6 % — выходцы или потомки выходцев из Мексики). На долю представителей коренных народов Америки приходилось чуть больше 1 % населения, на долю выходцев или чистокровных потомков выходцев из стран Восточной Азии — около 1,5 %, на долю негров — менее 1 %. Граждане смешанного происхождения составляли немногим больше 3,5 % населения, а для 14,6 % этническая принадлежность не указана. Этническое разнообразие населения Рамоны несколько выше, чем в среднем по Калифорнии (56-я перцентиль).
Поскольку статус Рамоны как статистически обособленной местности не предусматривает наличия собственного местного совета, административно она управляется напрямую властями округа Сан-Диего. Однако часть муниципальных услуг оказывают местные службы, среди которых наиболее заметную роль играет Муниципальная водная администрация Рамоны (англ. Ramona Municipal Water District, RMWD). В ведении RMWD, правление которой состоит из пяти членов, а число сотрудников на полной ставке достигает примерно 50, находятся службы водного снабжения, канализации и очистки воды, срочная медицинская помощь, пожарная служба и управление парками и зонами отдыха. Полономочия по двум последним сферам RMWD в свою очередь делегирует субподрядчикам.

## Экономика
Согласно оценочным данным на 2015 год, из взрослого (старше 16 лет) населения Рамоны работоспособными были 65,8 %, уровень безработицы среди трудоспособного гражданского населения составлял 9,9 %. Годовой доход на душу населения составлял 25 582 доллара, медианный доход на семью — 69 878 долларов, средний доход на семью — 87 149 долларов. Доход ниже уровня бедности получали 9,5 % населения и 6,9 % семей.
Рамона и её окрестности представляют собой преимущественно сельскую местность, без крупных промышленных предприятий. Около 30 % трудоустроенного населения Рамоны на 2015 год были заняты в бизнесе, менеджменте, науке и искусстве, ещё 24 % — в сфере услуг и 21 % — в торговле и на канцелярской работе. В сельском хозяйстве, промышленном производстве, транспорте и строительстве работали 26 % трудоустроенного населения. Около 10 % трудоустроенного населения занимались частным предпринимательством, 11,6 % являлись государственными служащими и около 79 % были наёмными работниками частных предприятий.
Важную отрасль экономики Рамоны составляет виноградарство и виноделие. Виноград в этом районе начали выращивать уже в 1870-е годы. В 2006 году часть территории долины Рамона-Валли площадью 89 тысяч акров (360 км²) получила официальный статус Американского винодельческого региона (англ. American Viticultural Area, AVA). После этого в районе Рамоны была достигнута самая высокая плотность винных заводов в округе Сан-Диего — к середине второго десятилетия XXI века их насчитывалось 29. Многие из этих предприятий, помимо собственно производства вина, с 2013 года также развиваются как туристические достопримечательности.